# إدوارد مورتيمر ماكدونالد
إدوارد مورتيمر ماكدونالد هو سياسي كندي، ولد في 16 أغسطس 1865 في كندا، وتوفي في 25 مايو 1940. حزبياً، نشط في الحزب الليبرالي الكندي والحزب الليبرالي في نوفا سكوشا ‏. وقد انتخب عضو مجلس العموم الكندي.